# (73607) 4092 T-2
(73607) 4092 T-2 – planetoida z pasa głównego asteroid okrążająca Słońce w ciągu 4,99 lat w średniej odległości 2,92 j.a. Odkryta 29 września 1973 roku.